# Candaulisme

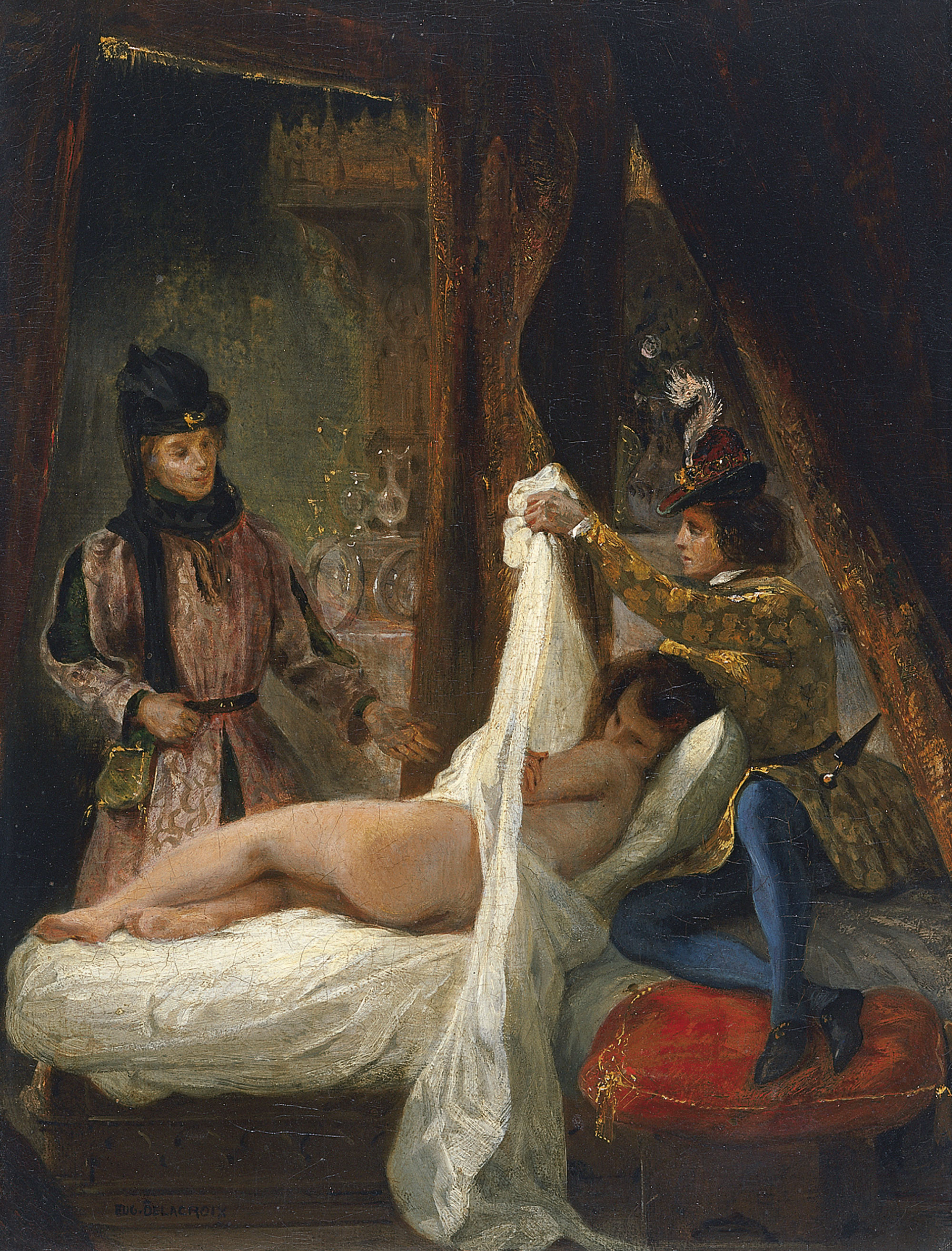
Lluís I d'Orleans mostrant Mariette d'Enghien, d'Eugène Delacroix

El candaulisme és un terme mèdic que es refereixen a l'impuls psicològic d'un subjecte d'exposar la seva parella sexual o imatges d'ella davant d'altres persones per a obtenir plaer eròtic. Es diferencia d'altres formes d'exhibició de la parella o exparella, en què no persegueix una fi de venjança, amenaça, intimidació o d'exposició buscant-ne un perjudici, sinó que els individus expressen fer-ho a partir d'una profunda admiració, desig i amor per la seva parella, fins al punt de desitjar mostrar-la com allò que consideren més bell i, per tant, digne de ser admirat. En una variant del candaulisme, el subjecte obté gratificació sexual instant o obligant la seva parella a exposar-se sexualment, despullar-se o fer actes sexuals amb una altra persona.
De vegades, aquest comportament es pren fins al punt de permetre que s'arribi a una relació sexual, una pràctica definida com a intercanvi de parella. En certs casos, la relació evoluciona cap a una unió estable entre les tres persones, conegut com a ménage à trois.

## Etimologia

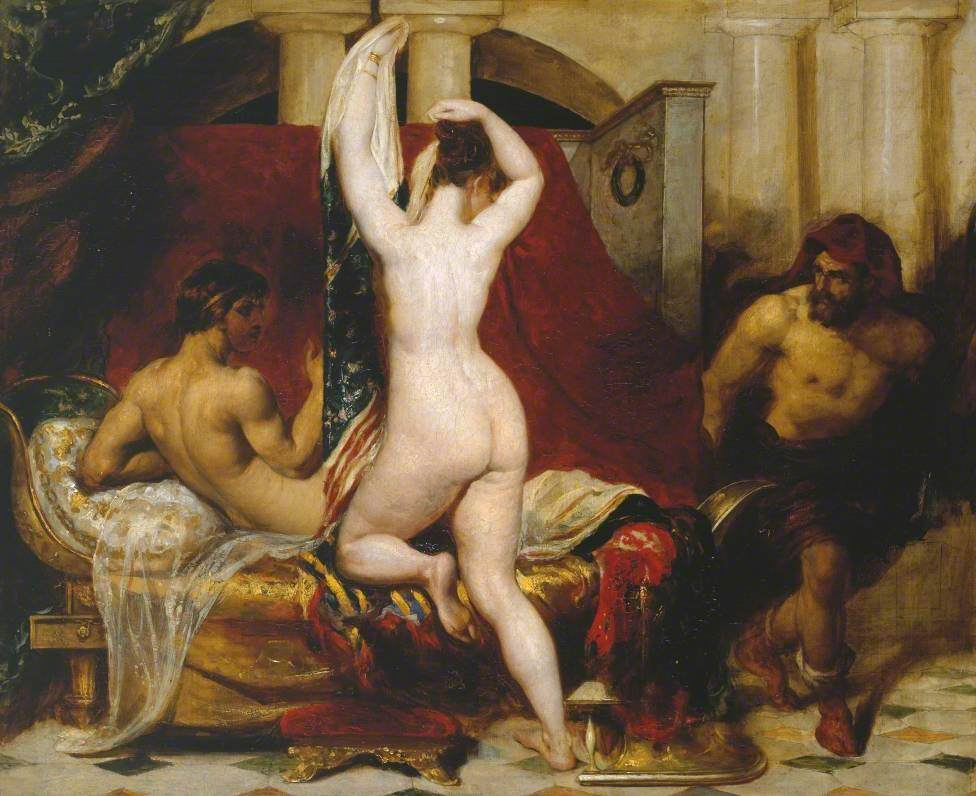
Candaules mostra la seva dona mentre se'n va al llit ocultant Giges. Aquesta imatge il·lustra la versió d'Heròdot de la història de Giges.

El terme prové del nom de l'antic rei grec del regne de Lídia, Candaules (segle VIII-VII aC.), qui va idear un complot per mostrar la seva dona nua al seu servent Giges sense que ella ho sabés. Després de descobrir que Giges l'estava mirant despullada, l'esposa de Candaules li va ordenar triar entre matar-se a si mateix o matar Candaules per a castigar l'ofensa. Giges va matar el rei i el va reemplaçar al tron. Una altra versió explica que Candaules va manar matar la seva dona quan aquesta va refusar desfilar nua davant dels soldats del rei.
El terme es va usar per primera vegada en el llibre de Richard von Krafft-Ebing, Psychopathia sexualis (1886).
A diferència del candaulisme, en el triolisme, les orgies i altres formes de sexe en grup les dues parts de la parella són sexualment actives en les relacions sexuals amb tercers.
Perquè aquest acte sigui punible, cal que es cometi sense acceptació o consentiment per part de la parella, per mitjà de violència o coerció o amb l'ús de mitjans fraudulents o substàncies narcòtiques o excitants.
El candaulisme és una variació de l'exhibicionisme en què el subjecte no només s'exhibeix a si mateix sinó a la seva parella sexual o cònjuge, generalment un home exhibint la seva dona o amant. És una parafília associada a l'obtenció de plaer sadomasoquista en presentar en directe la seva parella nua, en fotos o vídeos.